# Steve Patterson
Steven J. Patterson, detto Steve (Riverside, 24 giugno 1948 – Phoenix, 28 luglio 2004), è stato un cestista e allenatore di pallacanestro statunitense, professionista nella NBA e in Italia.

## Carriera
Venne selezionato dai Phoenix Suns all'ottavo giro del Draft NBA 1970 (129ª scelta assoluta) e dai Cleveland Cavaliers al secondo giro del Draft NBA 1971 (18ª scelta assoluta).

## Palmarès
- 3 volte campione NCAA (1969, 1970, 1971)